# Can’t Buy Me Love
«Can’t Buy Me Love» (с англ. — «Любовь не купишь») — песня английской рок-группы «The Beatles», написанная Полом Маккартни. Впервые выпущена в 1964 году в формате сингла, позднее в том же году включена в музыкальный фильм с участием музыкантов — «Вечер трудного дня». В фильме она выступает в роли своеобразной музыкальной заставки к нескольким эпизодам — когда мы видим ребят, бегущих по полю после стремительного бегства из телестудии и невероятных гонок с фанатами и полицией, когда ребятам удаётся уйти от преследования и скрыться в переулке. Песня была помещена на 289-е место в списке 500 величайших песен всех времён по версии журнала Rolling Stone.

## Интерпретация
В интервью 1966 года американским журналистам, просящим Маккартни рассказать об «истинном» значении песни, музыкант сказал:

Лично я считаю, что любую вещь можно истолковать как угодно, но когда я слышу предположение, что в песне «Can’t Buy Me Love» говорится о проститутке, я не выдерживаю. Это уж слишком.

По словам музыканта, идея данной композиции заключалась в убеждении слушателей в том, что материальное благосостояние это поистине ценно, однако и оно не может купить то, что для человека действительно важно. Однако в более поздних интервью музыкант сделал неожиданное заявление о песне, заявив: «Песня должна была называться „Can Buy Me Love“ (русск. Любовь можно купить), когда я размышлял над привилегиями, которые принесли мне известность и деньги».
Одна из строк песни «Деньги меня не очень интересуют, за деньги любовь не купишь» противоречит более ранней записи группы — «Money (That's What I Want)» (русск. Деньги (Это всё, что я хочу).

## О песне

Рекламный плакат британской версии сингла «Can’t Buy Me Love»

Композиция создана Полом Маккартни, при участии Джона Леннона, и первоначально была записана на студии «Pathe Marconi» в Париже 29 января 1964 года, где The Beatles 18 дней давали свои концерты в театре "Олимпия". Однако окончательная версия была доработана уже в Лондонской студии звукозаписи Abbey Road только 25 февраля и выпущена 20 марта синглом под названием «Can’t Buy Me Love»/«You Can’t Do That». Песня «Can’t Buy Me Love» три недели (с 2 по 22 апреля) занимала первые места в британском хит-параде и пять недель (с 4 апреля по 8 мая) в чартах США. В это время филиал студи EMI в Западной Германии, Odeon, настояли на том, что The Beatles не смогут продавать свои записи в значительном количестве на территории Германии, если песни на этих записях не будут исполнены на немецком языке, и The Beatles были вынуждены согласиться на повторную сессию звукозаписи. Музыканты перезаписали песни «She Loves You» (русск. Она любит тебя) и «I Want to Hold Your Hand» (русск. Я хочу держать тебя за руку). На немецком языке, песни стали называться: «Komm, Gib Mir Deine Hand». По требованию EMI песня «Sie Liebt Dich» (She Loves You) должна была быть перезаписана. EMI направили в лондонскую студию музыкантов переводчика, который должен был присутствовать во время звукозаписывающей сессии музыкантов. Завершённая сессия в пределах выделенного студией времени дало группе возможность сделать записи бэк-трека к недавно сочинённой песне «Can’t Buy Me Love». Заключительный вокал Маккартни был сверхдублирован в лондонской студии «Эбби Роуд» 25 февраля.
Во время перезаписи песни было изменено сольное исполнение на гитаре Джорджа Харрисона, однако его можно услышать на заднем плане записи. Сам музыкант рассказывал:

Помню, мы записали не только две песни на немецком, но и песню «Can’t Buy Me Love» («За деньги любовь не купишь»). Мы увезли плёнки с собой в Англию, чтобы ещё поработать над ними. Однажды я читал статью, в которой кто-то пытался раскритиковать «Can’t Buy Me Love», рассуждая о моём гитарном дабл-треке, который якобы вышел неудачно, поскольку одна из дорожек слышна громче. А на самом деле произошло вот что: первую запись мы сделали в Париже, а повторную — в Англии. Очевидно, в студии затем попытались сделать дабл-трекинг, но в те дни существовали только две дорожки, поэтому громче звучит версия, записанная в Лондоне, а сквозь неё как бы слышится вторая, более тихая.

Хелен Шапиро, друг группы, рассказывала, что барабанщик Ринго Старр добавил в записи дополнительные тарелки и что «очевидно, это был один из тех моментов, которые барабанщик группы делал весьма часто в записях The Beatles». «Can’t Buy Me Love» также является единственной англоязычной записью The Beatles, сделаланной не в британской студии, а за рубежом. Однако, инструментальную часть «Б»-стороны другого сингла The Beatles — «The Inner Light» — была записана в Индии во время музыкальной сессии с индийскими музыкантами.

## Состав
- Джон Леннон — акустическая ритм-гитара
- Пол Маккартни — вокал (дабл-трек), бас-гитара
- Джордж Харрисон — гитара
- Ринго Старр — барабаны

## Музыкальные чарты

### США
Четыре песни The Beatles вместе с синглом «Can’t Buy Me Love» поднимались на первую позицию в американском хит-параде Billboard Hot 100:
- Пока Billboard не начали использовать SoundScan для своих музыкальных чартов, песни группы добились самых неожиданных и наилучших результатов, перемещаясь с позиции #27 на позицию #1. Никакой другой сингл не знал подобного успеха.
- «Can’t Buy Me Love» достиг позиции #1 (4 апреля 1964), войдя в «пятёрку» 100 горячих хитов The Beatles. Позднее, в этом хит-параде появятся песни: «Twist and Shout», «She Loves You», «I Want to Hold Your Hand» и «Please Please Me». Никакой другой артист не держал лучшие пять песен одновременно.
- На второй неделе пребывания в хит-параде США, сингл достиг позиции один (11 апреля 1964). Всего у The Beatles было четырнадцать песен, вошедших в «горячую сотню» хитов.

### Великобритании
Can’t Buy Me Love стал четвёртым синглом The Beatles в Великобритании, достигшим позиции один и третьем синглом музыкантов, который продал более миллиона копий на территории страны.

## Альбомы, в которые вошла песня
- A Hard Day’s Night (версии американской студии United Artists и версия британской студии Parlophone Records)
- Big Hits From England And The U.S.A (альбом-компиляция с записями музыкантов, выпущенных под лейблом Capitol Records в 1964 году)
- The Beatles’ Million Sellers — мини-альбом, вышедший в конце 1965 года.
- A Collection Of Beatles Oldies (мини-альбом, выпущенный только для слушателей Великобритании)
- Hey Jude (альбом-компиляция 1970 года, также известная как The Beatles Again)
- The Beatles 1962—1966 (двойной диск 1973 года)
- Reel Music (сборник песен, в который вошли песни из кинофильмов с участием The Beatles)
- 20 Greatest Hits (альбом-компиляция 1982 года)
- 1 (альбом-компиляция, выпущенный в ноябре 2000 года)

## Кавер-версии
- Пол Маккартни (2003)
- The Chipmunks (1964)
- The Eliminators (1964)
- Элла Фицджеральд (1964)
- Джонни Риверс (1964)
- Джордж Мартин (1964)
- The Supremes (1964)
- Дэйв "Бэби" Кортез (1965)
- Генри Манчини (1965)
- Питер Селлерс (1965)
- Чет Аткинс (1966)
- Оркестр Каунта Бэйси (1966)
- Кэти Берберян (1967)
- Фил Симен (1968)
- Дэвид Клейтон-Томос (1973)
- Ширли Скотт и Стэнли Тьюррентайн (1978)
- Стэнли Тьюррентайн (1981)
- The King's Singers (1988)
- Оркест Аллена Тоуссаинта (1989)
- Елена Дуран, Стефен Граппелли и Лури Холловей (1991)
- Химера
- Giovanni (1993)
- Shenandoah (1995)
- Багз Банни и Даффи Дак (Жо Аласки) (1995)
- Blackstreet (1996)
- Джон Пиззарелли (1998)
- The Punkles (1998)
- Лоренс Джубер (2000)
- Джив Банни & the Mastermixers (2001)
- Майкл Бубле (2005)
- Вейн Бреди (2008)
- House of Heroes (2009)
- Александр Пушной
- Big Time Rush (2012)
- «Пионерлагерь Пыльная Радуга» (песня «Битлс», альбом «Приятные плохие мысли», 2011)

## Интересные факты
- Советские слушатели, не имеющие доступ к пластинкам, нередко не могли разобрать слова песни на слух. Так интеллектуалам в первой строчке зачастую слышалось — «Get Babilon» (похожее на фразу «Прочь из Вавилона!»), а шутникам — «Кинь бабе лом»[3]. Всё оказалось значительно проще, хотя и за рубежом этот нехитрый текст пытались истолковать в меру своей испорченности[3]. В магнитоальбоме группы «ДК» 1986 года звучит песня, название которой было скалькировано как «Бабий лён».
- В СССР эта песня использовалась в мультфильме киностудии «Союзмультфильм» «Скамейка», по радио у сидящего на скамейке.
- В фильме Всегда говори да! (Yes Man) Карл Аллен (Джим Керри) исполняет фрагмент этой песни своей подруге Элисон (Зуи Дешанель) без сопровождения ночью на пустой сцене под открытым небом.
- Песня «Can’t Buy Me Love» стала 6-м по счёту синглом «Битлз». На оборотной стороне сингла вышла композиция «You Can't Do That». Это также был первый сингл «Битлз», содержащий вокал всего одного исполнителя.
- К моменту выхода «Can’t Buy Me Love» «Битлз» уже были феноменально популярны во всём мире. Сингл с песней мгновенно достиг вершин всех хит-парадов. В США сингл вышел немного раньше, чем в Великобритании, сразу же став золотым: в первую же неделю количество проданных копий достигло двух миллионов.